# Upptäcktsresanden 6

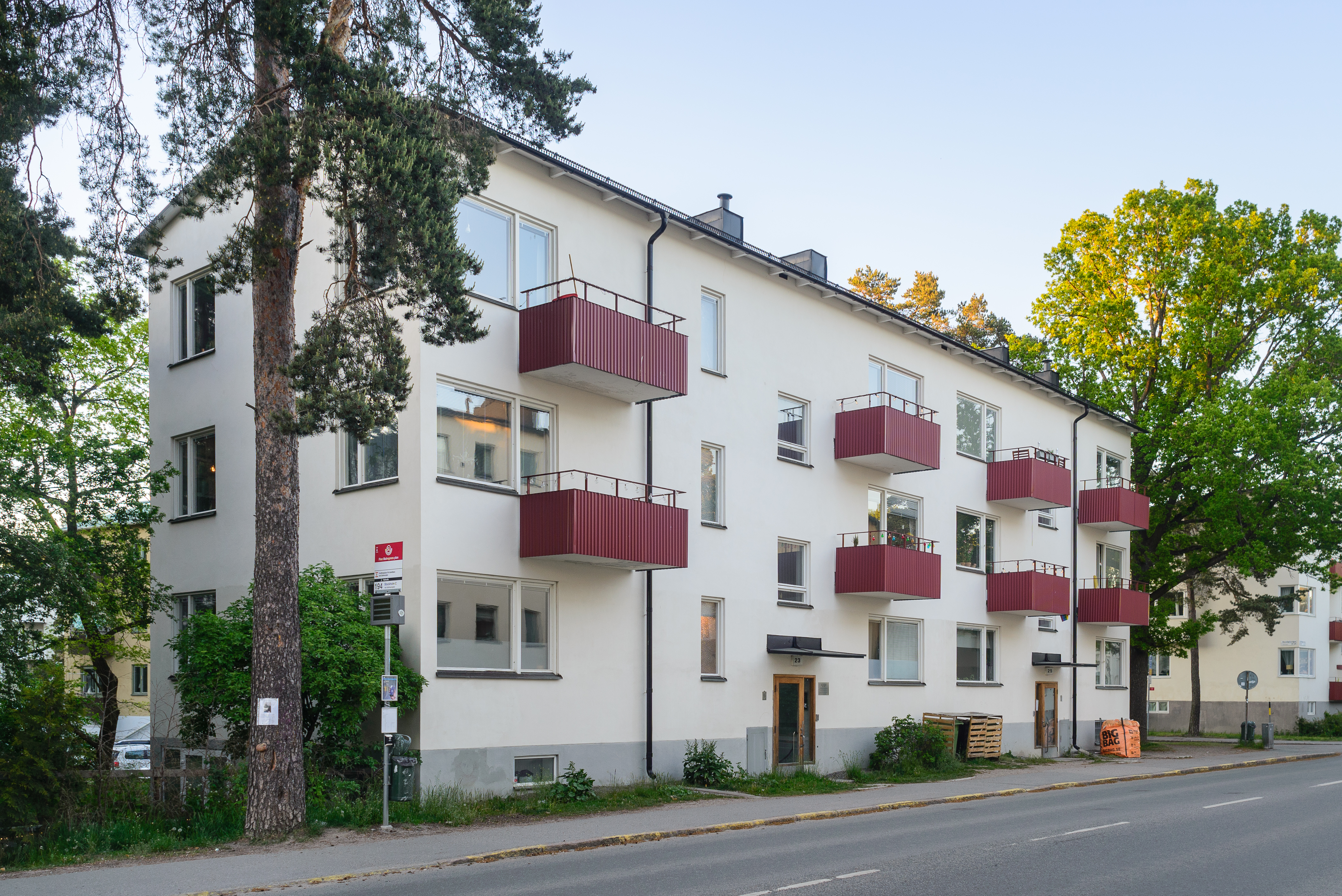
Husets fasad mot Finn Malmgrens väg i maj 2020.

Upptäcktsresanden 6 är ett funktionalistiskt smalhus på Finn Malmgrens väg 23 och 25 i Hammarbyhöjden i södra Stockholm som uppfördes i slutet av 1930-talet efter ritningar av arkitekten Sture Frölén och med Erland Gustafsson som byggmästare och byggherre. Willy Brandt levde i huset 1941–1945 under sin exil i Sverige.

## Arkitektur
Huset har tre våningar samt källare och är indraget från gatan. Asfalterade gångar leder fram till entréerna. Runt huset finns gräsytor med buskar och tall. Huset har kvar ursprungliga entréer och balkonger mot Finn Malmgrens väg i söder. Entreerna har helglasade trädörrar och trappsten i granit. Balkongerna har fronter i storsinuskorrugerad plåt. 
Vid inventeringen 2006 hade huset en gul fasad med bruna balkonger men har efter det fått en vit fasad med röda balkonger.

## Kulturhistoriskt värde

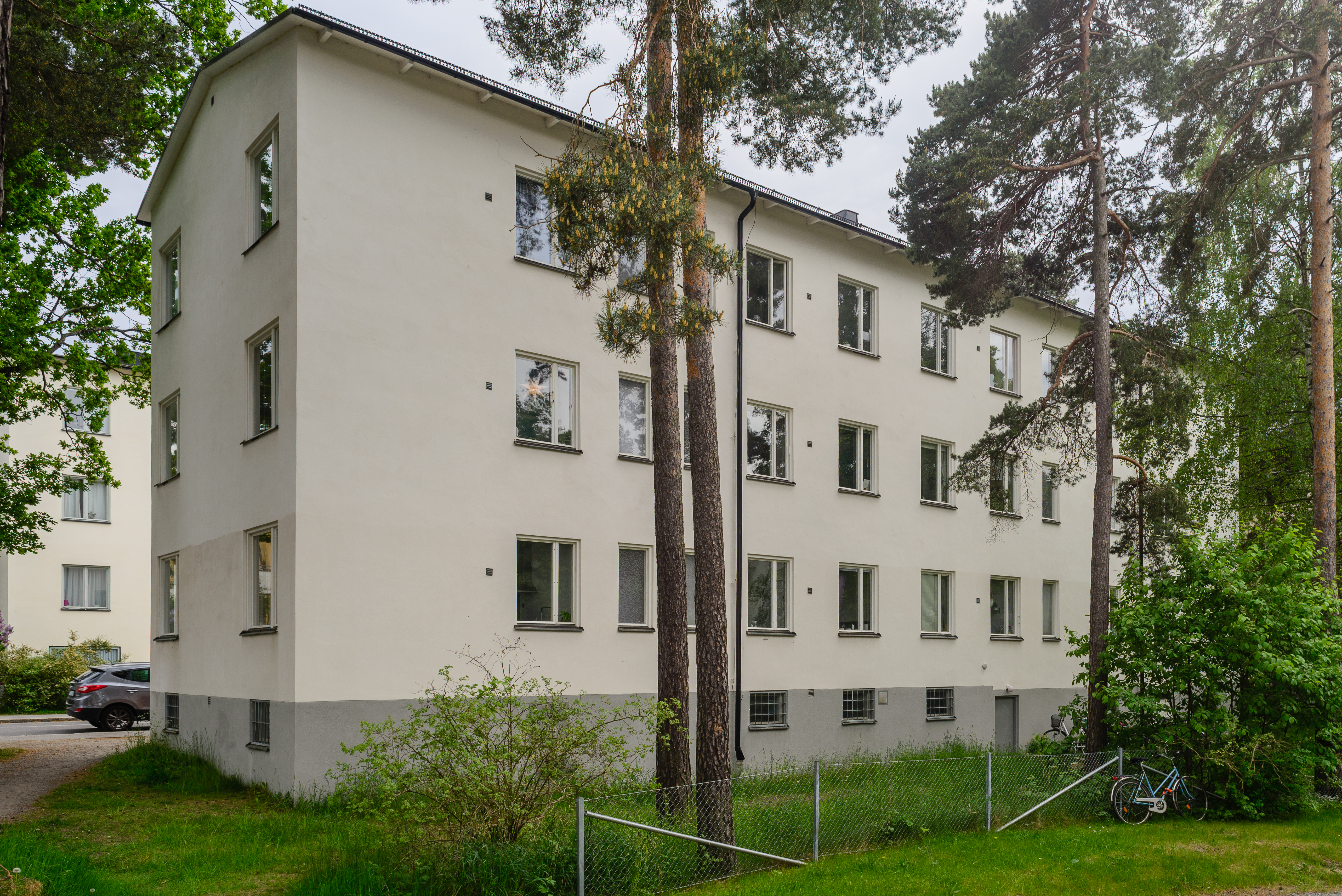
Fasad mot norr.

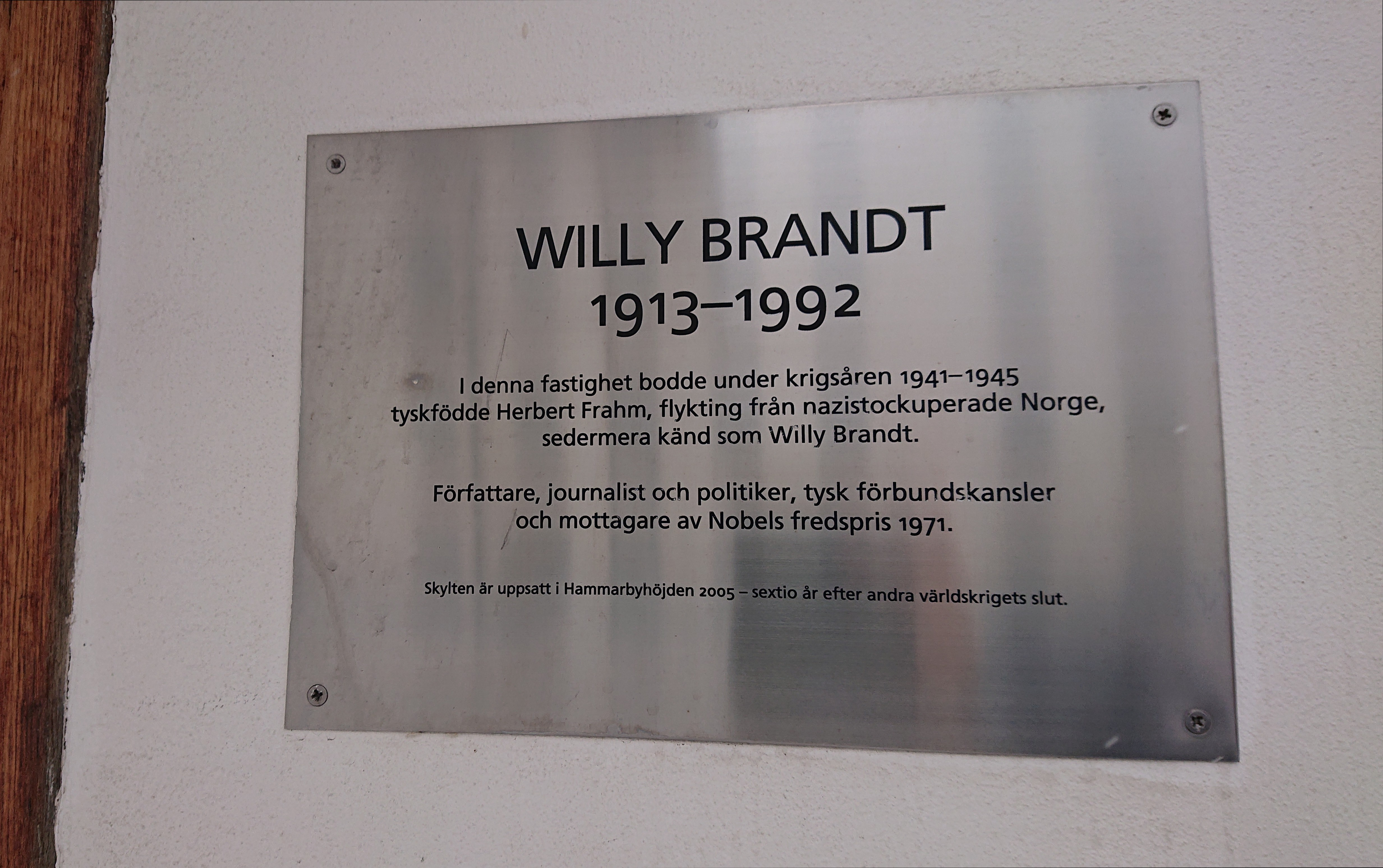
Informationsskylt vid entrén på nummer 23.

Huset är grönmarkerat av Stadsmuseet i Stockholm vilket innebär att det bedöms vara särskilt värdefull från historisk, kulturhistorisk, miljömässig eller konstnärlig synpunkt. Det beskrevs vid inventeringen 2006 som ett tidstypiskt smalhus från slutet av 1930-talet med en välbevarad sparsmakad arkitektur. 
På fasaden till höger om porten på Finn Malmgrens väg 23 finns sedan 2005 en minneskylt över Willy Brandt och hans tid i exil i huset. 